# Amanda Adams
Amanda Adams (12 de septiembre de 1976) es una autora y arqueóloga estadounidense. También es una exmodelo de moda y apareció en la campaña de Buffalo Jeans de 1996. Asistió a la Universidad de California, Berkeley, departamento de Antropología a finales de 1990 y completó su grado con el premio Kroeber. Luego obtuvo una maestría en Arqueología de la Universidad de Columbia Británica, Vancouver. Su tesis fue titulada Visions cast on stone (Visiones esculpidas en piedra), los resúmenes fueron publicados en la revista The Midden.

## Escritura
- Adams, Amanda (2006), El cuento de una sirena: una búsqueda personal de amor y ciencia, Greystone Books, ISBN 978-1-55365-117-8.[1]
- Adams, Amanda (2010), Damas del campo: Arqueólogos de mujeres primarias y su búsqueda de aventura, Douglas y McIntyre, ISBN 978-1-55365-433-9[3][4]